# Гранная (река)
Гранная — река в России, протекает по территории Оренбургской области в нескольких километрах от границы с Самарской областью. Устье реки находится в 100 километрах от устья по левому берегу реки Малый Кинель. Общая протяжённость реки — 16 километров. Истоки реки находятся в окрестностях села Жуковка.

## Данные водного реестра
По данным государственного водного реестра России относится к Нижневолжскому бассейновому округу, водохозяйственный участок реки — Большой Кинель от истока и до устья, без реки Кутулук от истока до Кутулукского гидроузла. Речной бассейн реки — Волга от верхнего Куйбышевского водохранилища до впадения в Каспий.
Код объекта в государственном водном реестре — 11010000812112100008340.